# Le Chevalier sans armure
Pour plus de détails, voir Fiche technique et Distribution.
Le Chevalier sans armure (Knight Without Armour) est un film d'espionnage britannique de Jacques Feyder sorti en 1937.

## Synopsis
Parce qu'il peut passer pour un Russe, A.J. Fothergill est engagé en 1913 pour espionner le mouvement révolutionnaire en Russie. Hélas pour lui, il est lui-même pris pour un révolutionnaire et il se retrouve emprisonné en Sibérie. Il y reste jusqu'aux insurrections de 1917. Dans la tourmente de la guerre civile russe opposant l'Armée rouge à l'Armée blanche, il tâche de fuir le chaos et l'anarchie qui se sont emparés de ce pays en même temps que la belle comtesse Alexandra.

## Fiche technique
- Titre : Le Chevalier sans armure
- Titre original : Knight Without Armour
- Réalisation : Jacques Feyder
- Scénario : Lajos Biró et Frances Marion d'après un roman de James Hilton
- Scénario et dialogues : Arthur Wimperis
- Photographie : Harry Stradling Sr.
- Montage : Francis D. Lyon et William Hornbeck
- Musique : Miklós Rózsa
- Costumes : Georges K. Benda
- Producteur : Alexander Korda
- Société de production : London Film Productions
- Pays d'origine : Royaume-Uni
- Format : Noir et blanc - Son : Mono (Western Electric Noiseless System)
- Genre : Drame, Film d'aventure, Film historique
- Durée : 107 minutes
- Date de sortie : 1er juin 1937 (E.U.)

## Distribution
- Marlene Dietrich : la comtesse Alexandra Vladinoff
- Robert Donat : Peter Ouronov
- Irene Vanbrugh : la duchesse
- Herbert Lomas : le général Gregor Vladinoff
- Austin Trevor : le colonel Adraxine
- Basil Gill : Axelstein
- David Tree : Maronin
- John Clements (en) : Poushkoff
- Frederick Culley : Stanfield
- Laurence Hanray : Forrester
- Miklós Rózsa : un pianiste

Acteurs non crédités
- Gordon McLeod : docteur écossais
- Noel Purcell : Premier conducteur de train
- Guy Rolfe (rôle indéterminé)
- Torin Thatcher : contrôleur des passeports

## À noter
- Le film a été tourné aux Denham Film Studios dans le Buckinghamshire près de Londres[1].